# Sugpon
Sugpon is een gemeente in de Filipijnse provincie Ilocos Sur op het eiland Luzon. Bij de laatste census in 2010 telde de gemeente bijna 4 duizend inwoners.

## Geografie

### Bestuurlijke indeling
Sugpon is onderverdeeld in de volgende 6 barangays:
| - Balbalayang - Banga - Caoayan - Danac - Licungan - Pangotan |

## Demografie
Sugpon had bij de census van 2010 een inwoneraantal van 3.820 mensen. Dit waren 116 mensen (2,9%) minder dan bij de vorige census van 2007. Ten opzichte van de census van 2000 was het aantal inwoners gegroeid met 307 mensen (8,7%). De gemiddelde jaarlijkse groei in die periode kwam daarmee uit op 0,84%, hetgeen lager was dan het landelijk jaarlijks gemiddelde over deze periode (1,90%).

De bevolkingsdichtheid van Sugpon was ten tijde van de laatste census, met 3.820 inwoners op 57,11 km², 66,9 mensen per km².